# Маложма (река)
Маложма — река на севере Архангельской области России. Протекает в Покровском сельском поселении Онежского района.
Длина реки — 27 км. Маложма берёт своё начало из озера Маложемская Лодба на Онежском полуострове. В верхнем течении течёт с востока на запад, в нижнем — с севера на юг. Впадает в реку Кянду. Протекает через озёра Большое Маложемское и Малое Маложемское.
В среднем течении реку пересекает мост автодороги «Кянда—Тамица», в верхнем течении реку пересекает мост автодороги «Верхнеозерский—Онега».